# Trichouropoda szabadi
Trichouropoda szabadi – gatunek roztocza z kohorty żukowców i rodziny Trematuridae.

## Taksonomia
Gatunek ten opisany został w 2013 roku przez Jenő Kontschána i Josefa Starego, którzy jako miejsce typowe wskazali lokalizację 10 km na południe od Ginchi. Epitet gatunkowy nadany został na cześć Gábora Szabada, medyka zastrzelonego przez terrorystów w północnej Etiopii, w styczniu 2012 roku. Należy on do grupy gatunków T. ovalis, odznaczającej się obecnością owalnych dołków na ciele.

## Opis
Żukowiec o owalnym, rudobrązowym ciele. Samice osiągają od 820 do 980 μm długości i od 610 do 740 μm szerokości idiosomy. Długość idiosomy samca wynosi 850 μm, a szerokość 750 μm. Opatrzone pojedynczym, bocznym ząbkiem Corniculi są krótsze od gładkich i szerokich malae. Tektum piłkowane na krawędzi. Strona grzbietowa idiosomy podobna u obu płci. Tarczka grzbietowa pokryta owalnymi dołeczkami, zaopatrzona w wiele wierzchołkowo owłosionych, krótkich szczecinek, zlana z przodu z pozbawionymi rzeźby i kompletnymi tarczkami marginalnymi, których szczecinki są nagie i igłowate. Cztery pary nagich, igłowatych szczecin obecne są na tarczce wentralnej. Tarczka sternalna u samca nosi 6, a u samicy 5 par szczecin. Tarczka genitalna samicy z przodu spiczasta i pokryta ukośnymi, eliptycznymi dołkami; pośrodku i u nasady dołki są owalne. Samiec ma tarczkę genitalną okrągłą i nieurzeźbioną.

## Rozprzestrzenienie
Gatunek znany z tylko z lasu Cholomu w Etiopii, gdzie zasiedla porastające drzewa mchy.